# Gmina Maciejowice
Die Gmina Maciejowice ist eine Stadt-und-Land-Gemeinde im Powiat Garwoliński der Woiwodschaft Masowien in Polen. Sie hat etwa 6850 Einwohner. Ihr Sitz ist die gleichnamige Stadt mit etwa 1400 Einwohnern.

## Geographie

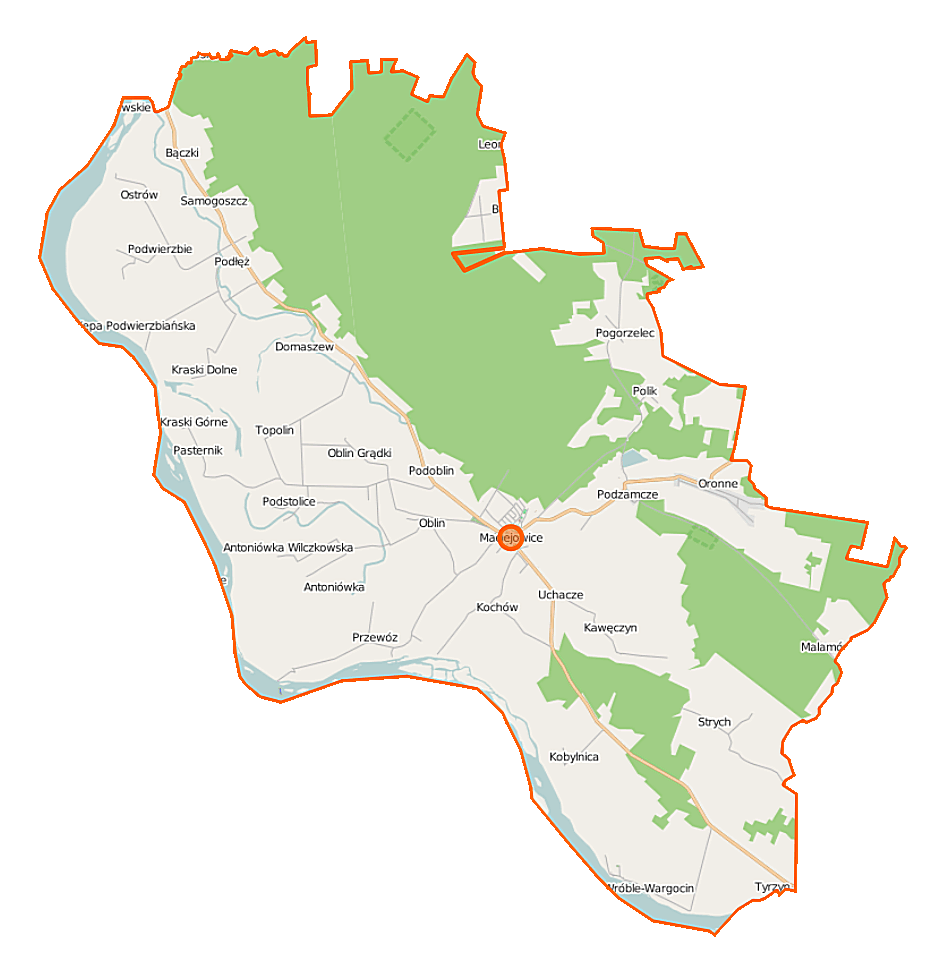
Karte der Gemeinde

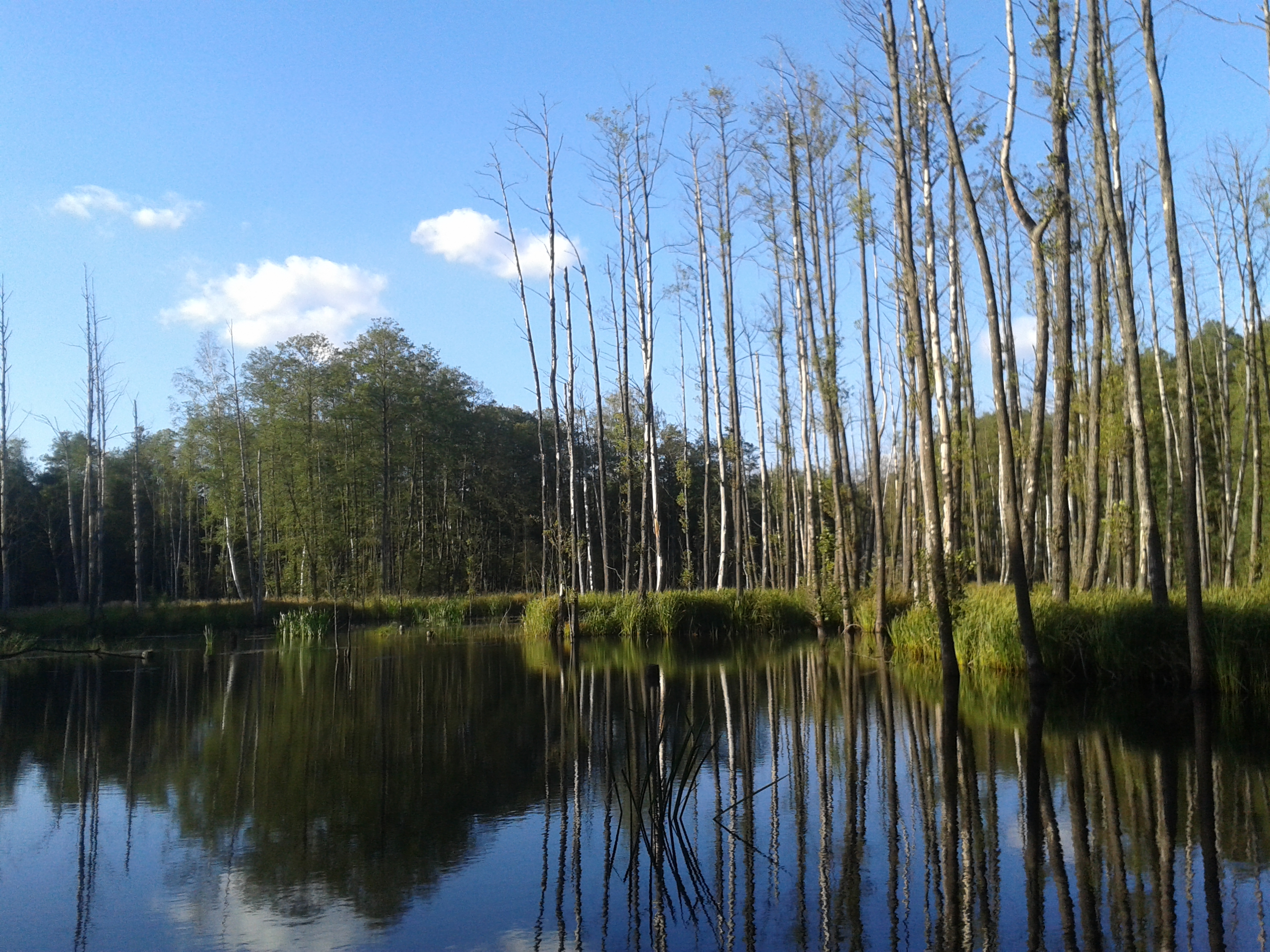
Rezerwat przyrody Kopiec Kościuszki

Die Gemeinde liegt im Südosten der Woiwodschaft und grenzt im Süden an die Woiwodschaft Lublin. Die Großstadt Radom liegt etwa 45 Kilometer südwestlich, Warschau 65 Kilometer nördlich. Nachbargemeinden sind im Powiat Garwoliński Wilga im Norden, Łaskarzew im Nordosten, Sobolew im Osten, Trojanów im Südosten, im Powiat Kozienicki Magnuszew im Nordwesten und Kozienice im Südwesten sowie im Süden in der Woiwodschaft Lublin Stężyca im Powiat Rycki.
Die Gemeinde grenzt im Westen an die Weichsel. Der unbegradigte Fluss weist eine Vielzahl von Inseln auf. Zu der Vielzahl an Wasserläufen auf dem Gebiet der Gemeinde gehört die 73 Kilometer lange Okrzejka. Die Gemeinde hat eine Fläche von 172,7 km², von der 50 Prozent land- und 37 Prozent forstwirtschaftlich genutzt werden. Ihr Gebiet ist mit etwa 40 Einwohnern/km² dünn besiedelt. Naturschutzgebiete sind das Rezerwat przyrody Kopiec Kościuszki und das Moorgebiet Torfy Orońskie mit sechs bzw. zwölf Hektar Fläche.

## Geschichte
Der Powiat Garwoliński bestand schon in russischer Zeit, in der Maciejowice 1870 nach dem Januaraufstand die Stadtrechte aberkannt wurden. Die Landgemeinde Maciejowice wurde 1954 in Gromadas aufgelöst. Von 1975 bis 1998 gehörte das Gemeindegebiet zur Woiwodschaft Siedlce. Der Powiat war in dieser Zeit aufgelöst. Die Landgemeinde Maciejowice wurde zum 1. Januar 1973 aus verschiedenen Gromadas wieder errichtet. Diese kam 1999 an die Woiwodschaft Masowien und den Powiat Garwoliński. Zum 1. Januar 2024 erhielt der Hauptort wieder Stadtrechte und die Gemeinde den Status einer Stadt-und-Land-Gemeinde.

## Gliederung
Zur Stadt-und-Land-Gemeinde (gmina miejsko-wiejska) Maciejowice gehören die namensgebende Stadt und 35 Dörfer. Stadt und Dörfer haben jeweils ein Schulzenamt (sołectwo):
Maciejowice
Antoniówka Świerżowska
Antoniówka Wilczkowska
Bączki
Budy Podłęskie
Domaszew
Kawęczyn
Kępa Podwierzbiańska
Kobylnica
Kochów
Kochów Kępa
Kraski Dolne
Kraski Górne
Leonów
Malamówka
Nowe Kraski
Oblin
Oblin Grądki
Oblin Korczunek
Oronne
Ostrów
Pasternik
Podłęż
Podoblin
Podstolice
Podwierzbie
Podzamcze
Pogorzelec
Polik
Przewóz
Samogoszcz
Strych
Topolin
Tyrzyn
Uchacze
Wróble-Wargocin
Kleinere Orte der Gemeinde sind die Siedlungen Kobylnica-Kolonia, Konopatka und Zakręty, die Weiler Domaszew-Młyn, Gulki und Szkółki Krępskie sowie die Waldsiedlung Bączki.

## Verkehr
Die Woiwodschaftsstraße DW801 führt von Warschau nach Puławy und durchzieht die Gemeinde von Nordwesten nach Südosten. In Maciejowice zweigt die Woiwodschaftsstraße DW801 ab, die über Sobolew nach Łuków führt. Mit der in Podłęż abzweigenden Woiwodschaftsstraße DW736 wird die Weichsel erreicht.
Der nächste Bahnhof ist Sobolew an der Bahnstrecke von Warschau nach Dęblin, Puławy und Lublin.
Der nächste internationale Flughafen ist Warschau.